# 池田カンツリー倶楽部
池田カンツリー倶楽部（いけだカンツリーくらぶ、英: Ikeda Country Club）は、大阪府池田市畑3-11にあるゴルフ場である。池田CCと略称される。池田開発株式会社によって運営されている。

## 概要
設置者は、池田開発である。設計は、荒木博および町田義雄による。会員制のゴルフ場である。五月平（さつきだいら）コース、綾羽（あやは）コース、衣懸（きぬがけ）コースの3つのコースを有する。ホールの数は各コース9ホールずつで、合計27ホールである。
大阪府ゴルフ協会、関西ゴルフ連盟、日本ゴルフ協会に加盟している。北側には、1961年（昭和36年）開場の箕面ゴルフ倶楽部が隣接している。20番ホールの東側には、眠谷池や石澄公園がある。22番ホールの23番ホールの間には、丸池がある。
自動車の場合、川西小花出入口からおよそ10分ほど。鉄道の場合、池田駅（阪急宝塚本線）からタクシーでおよそ15分ほど。

## 歴史
1957年（昭和32年）、池田開発が設立される。1959年（昭和34年）8月28日、五月山の五月平にゴルフ場を建設する計画が、池田開発によって発表される。この発表の場には、当時、池田銀行の頭取であった清滝幸次郎が列席している。
1960年（昭和35年）11月に開場され、清滝が理事長に就いた。1985年（昭和60年）、日本女子アマチュアゴルフ選手権競技の試合会場として、五月平・綾羽コースが使用される。2000年、一般社団法人 日本ゴルフツアー機構公認による男子プロゴルフトーナメントである関西オープンゴルフ選手権競技の試合会場として使用される。
2018年（平成30年）の台風第21号によって、衣懸コースが被害を受ける。2019年（令和元年）12月2日、池田開発がおよそ104億9600万円の負債総額を抱え、大阪地方裁判所に対して民事再生法の適用の申請を行う。